# Biecz (gemeente)
De gemeente Biecz is een stad- en landgemeente in het Poolse woiwodschap Klein-Polen, in powiat Gorlicki.
De zetel van de gemeente is in Biecz.
Op 30 juni 2004 telde de gemeente 16 989 inwoners.

## Oppervlakte gegevens
In 2002 bedroeg de totale oppervlakte van gemeente Biecz 99,28 km², waarvan:
- agrarisch gebied: 75%
- bossen: 14%

De gemeente beslaat 10,26% van de totale oppervlakte van de powiat.

## Demografie
Stand op 30 juni 2004:
| Omschrijving                   | Totaal | Totaal | Vrouwen | Vrouwen | Mannen | Mannen |
| ------------------------------ | ------ | ------ | ------- | ------- | ------ | ------ |
| eenheid                        | aantal | %      | aantal  | %       | aantal | %      |
| inwoners                       | 16 989 | 100    | 8659    | 51      | 8330   | 49     |
| bevolkingsdichtheid (inw./km²) | 171,1  | 171,1  | 87,2    | 87,2    | 83,9   | 83,9   |

In 2002 bedroeg het gemiddelde inkomen per inwoner 1283,05 zł.

## Plaatsen
- Biecz
- Binarowa
- Bugaj
- Głęboka
- Grudna Kępska
- Korczyna
- Libusza
- Racławice
- Rożnowice
- Sitnica
- Strzeszyn

## Aangrenzende gemeenten
- Gorlice
- Lipinki
- Moszczenica
- Rzepiennik Strzyżewski
- Skołyszyn
- Szerzyny